# Nick Cannon
Nicholas Scott Cannon (San Diego (Californië), 8 oktober 1980) is een Amerikaanse acteur, rapper, producer, presentator en komiek.

## Biografie
Cannon is de zoon van James Cannon en Beth Hackett. Hij zat op de Quail Hollow Middle School in Charlotte en op de Monte Vista High School in Spring Valley. Hij begon met optreden toen hij acht was. Later vormde hij het rapduo "Da Bomb Squad" met een vriend. Toen Cannon zestien jaar was, verhuisde hij naar Hollywood waar hij comedyoptredens gaf. Op 30 april 2008 trouwde hij met Mariah Carey. Zij kregen in 2011 een tweeling, een jongen en een meisje, op hun trouwdag. Nick Cannon is de vader van elf kinderen.

## Carrière
Cannon begon met het scriptschrijven voor Kenan & Kel. Daarna werkte hij voor Nickelodeon. Cannon speelde een rol in de serie All That. Vervolgens kreeg hij een eigen show: Wild 'N Out. Cannon trad daarin op als komiek en produceerde de show die door een groot publiek bekeken werd. In 2009 werd hij aangesteld als presentator van het televisieprogramma America's Got Talent, hierin was hij als presentator te zien tot 2017. Hij verliet het programma nadat hij en de televisiezender NBC problemen kregen. Cannon werkte samen met verschillende musici. 

## Filmografie
- Drumline (2002)
- Love Don't Cost a Thing (2003)
- Garfield (2004)
- Shall We Dance? (2004)
- Underclassman (2005)
- Roll Bounce (2005)
- Even Money (2006)
- Monster House (2006)
- Bobby (2006)
- Goal II: Living the Dream (2007)
- Day of the Dead (2008)
- The Killing Room (2009)
- Chi-Raq (2015)